# دومينيك فاندام
دومينيك فاندام (بالفرنسية: Dominique René Vandamme)‏ (5 نوفمبر 1770- 15 يوليو 1830) هو سيَاسِيٌّ وضابطٌ عسكريُّ فرنسِيٌّ شاركَ في الحروب النابليونية، واشتهر بانتقادهِ العلنيِّ لنابليون بونابرت.